# 歇普芬山
47°7′7″N 8°58′7″E / 47.11861°N 8.96861°E

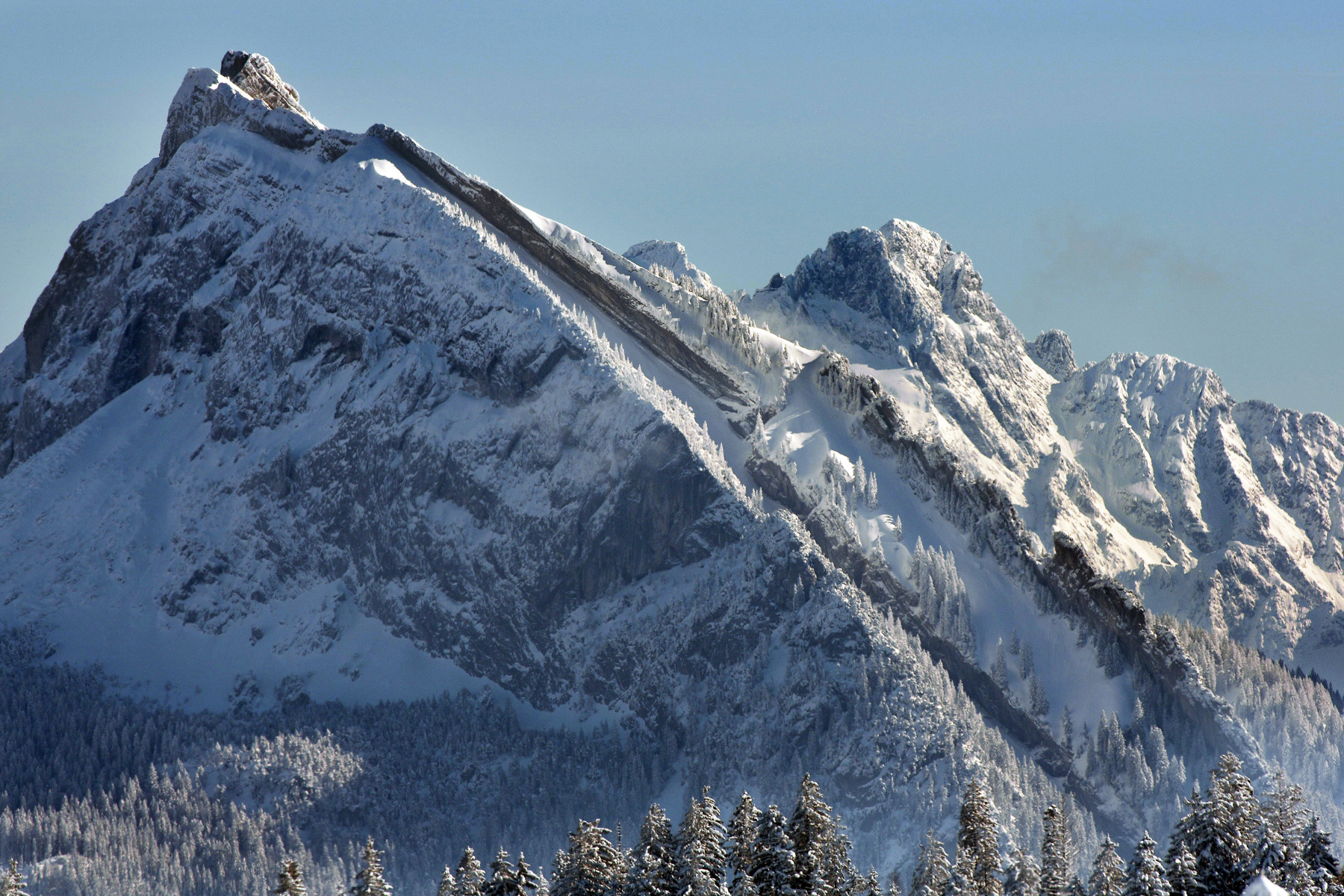

歇普芬山（Chöpfenberg），是瑞士的山峰，位於該國中部，處於施維茨州和格拉魯斯州接壤的邊界，屬於施維茨阿爾卑斯山脈的一部分，海拔高度1,896米。

## 外部連結
- Chöpfenberg on Hikr （页面存档备份，存于）